# Heposaari (ö i Finland, Kajanaland, Kehys-Kainuu)
Heposaari är en ö i Finland. Den ligger i sjön Saarijärvi och i kommunen Suomussalmi i den ekonomiska regionen  Kehys-Kainuu  och landskapet Kajanaland, i den nordöstra delen av landet, 600 km norr om huvudstaden Helsingfors. Öns area är 1,9 hektar och dess största längd är 270 meter i öst-västlig riktning.